# Pedicia (Pedicia) baikalica
Pedicia (Pedicia) baikalica is een tweevleugelige uit de familie Pediciidae. De soort komt voor in het Palearctisch gebied.